# Festa della mamma
La Festa della Mamma è una ricorrenza civile in alcuni Paesi del mondo, celebrata in onore della figura della madre, della maternità e dell'influenza sociale delle madri.
Non esiste un unico giorno dell'anno in grado di accomunare tutti gli stati in cui l'evento è festeggiato: in quasi due terzi di questi Paesi la festa è celebrata nel mese di maggio, mentre circa un quarto di essi la festeggia a marzo.
In Italia la festa cade la seconda domenica di maggio. Le fonti disponibili non concordano sulla data in cui in Italia si incominciò a festeggiare la festa della mamma.  La festa inizialmente cadeva l'8 maggio, mentre in seguito è stata spostata alla seconda domenica di maggio. Le prime celebrazioni risalgono al 1952, quando a Brescia la direttrice della Scuola Civica "Angela Contini", Emma Lubian Missiaia, organizzò la prima festa della mamma, con il supporto del Comune. Vedi il capitolo In Italia.
In gran parte degli Stati europei, negli Stati Uniti, in Giappone, in Australia e in numerosi altri Paesi la festa cade nella seconda domenica di maggio; in Spagna, Portogallo e Ungheria la prima domenica di maggio; nei Paesi balcanici l'8 marzo; in molti paesi arabi la festa cade invece nel giorno dell'equinozio di primavera. Per un elenco completo delle date in cui ricorre la festa, si veda il paragrafo festa della mamma nel mondo.

## Storia
Ci sono diverse antiche celebrazioni che in qualche maniera possono essere paragonate alla festa della mamma, ma non sono correlate alla celebrazione moderna. Ad esempio, in Italia fu celebrata il 24 dicembre 1933 la Giornata nazionale della Madre e del Fanciullo, nel quadro della politica della famiglia del governo fascista. Nell'occasione vennero premiate le madri più prolifiche d'Italia. La data era stata scelta in connessione con il Natale. Questa celebrazione, però, non può essere vista come l'inizio della festa della mamma in Italia, perché fu una celebrazione una tantum e perché gli intendimenti erano in parte diversi.

### In Italia
La festa della mamma come la si intende oggi è nata a metà degli anni cinquanta in due diverse occasioni, una legata a motivi di promozione commerciale e l'altra invece a motivi religiosi.
La prima festa a Brescia

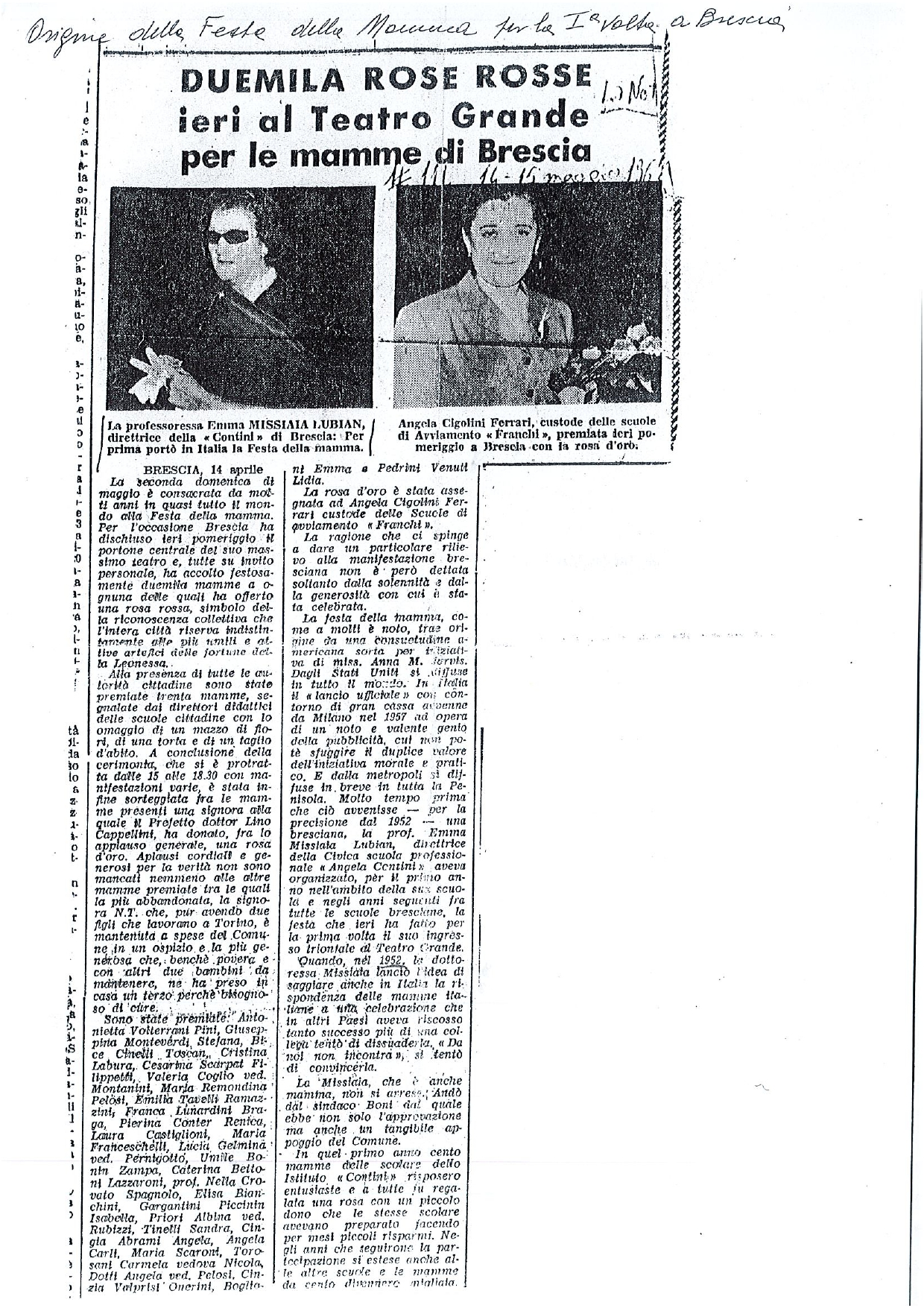
Articolo del quotidiano La Notte - 1963

La prima festa della mamma in Italia fu celebrata a Brescia nel 1952 ad opera di Emma Lubian Missiaia, direttrice della Scuola Civica " Angela Contini". Un articolo del quotidiano La Notte del 1963, spiega: «La Festa della mamma, come a molti è nota, trae origine da una consuetudine americana. Quando nel 1952 la dottoressa Missiaia lanciò l'idea di saggiare anche in Italia la rispondenza delle mamme italiane a una celebrazione che in altri paesi aveva riscosso tanto successo, più di una collega tentò di dissuaderla. La Missiaia che è anche mamma non si arrese. Andò dal sindaco Boni dal quale ebbe non solo l’approvazione ma anche un tangibile apporto dal Comune. In quel primo anno cento mamme delle scolare dell’istituto Contini risposero entusiaste e a tutte fu regalata una rosa con un piccolo dono che le stesse scolare avevano preparato».

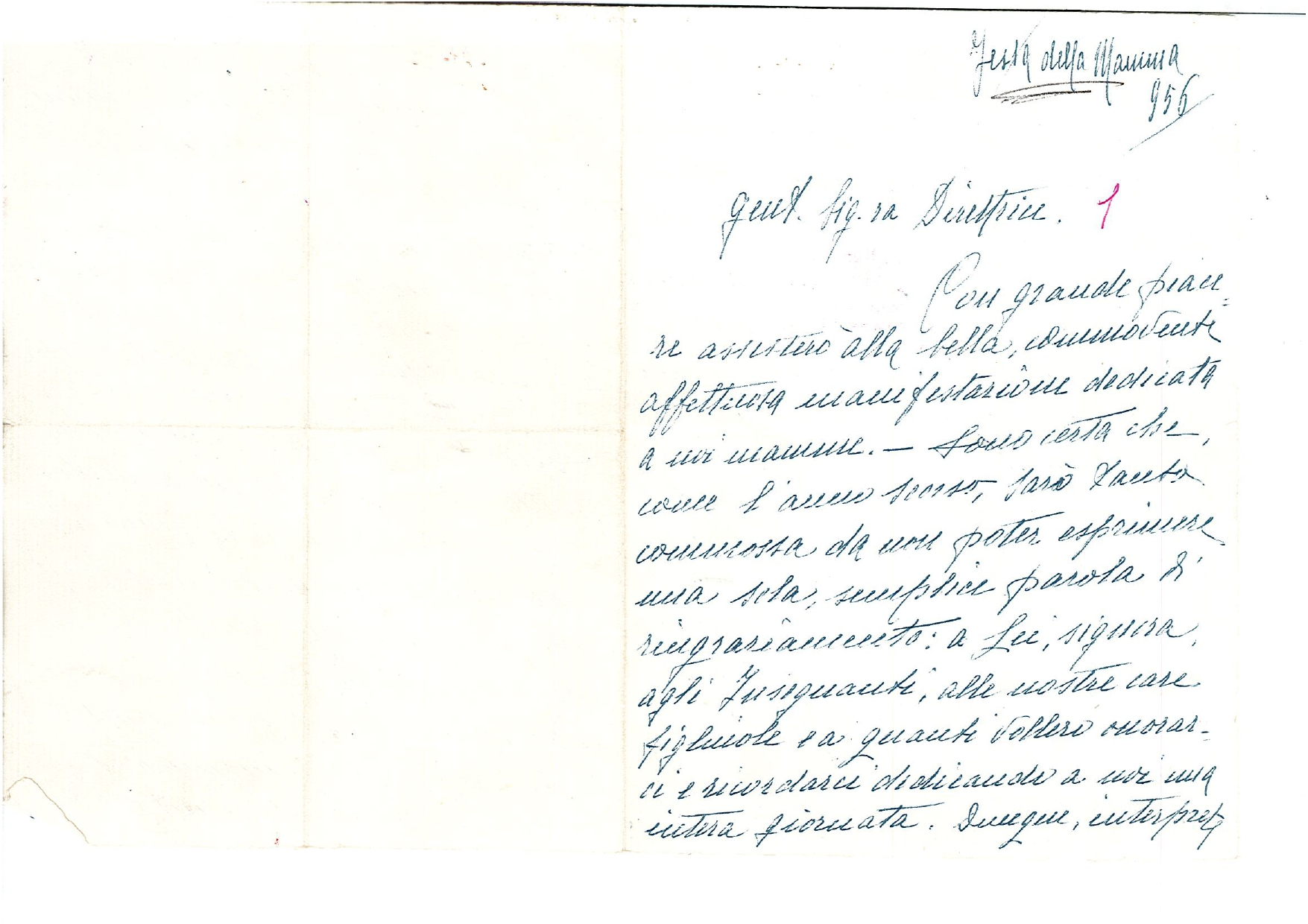
Lettera del 1956 di una famiglia che ringrazia Emma Lubian Missiaia per la festa della mamma a Brescia.

A testimonianza di quelle prime edizioni, ci sono anche le lettere che le famiglie delle alunne della Scuola scrissero a Emma Lubian Missiaia per ringraziarla di una manifestazione che stava diventando sempre più apprezzata, anno dopo anno.
Nella prima versione bresciana ci sono tutti gli elementi che poi, nel tempo, hanno caratterizzato questa festa: i lavoretti, le scuole, i fiori, che Emma Lubian Missiaia acquistava sulla riviera ligure, in provincia di Imperia. 
L'opera della direttrice bresciana viene riconosciuta nel 1963 da un attestato di benemerenza, mentre a Brescia viene assegnato un comitato d'onore. 
La storia, a lungo rimasta dimenticata, è stata recuperata nel 2024 dalla giornalista dell'edizione locale del quotidiano Il Giorno, Federica Pacella. 
La proposta di legge
Dal punto di vista commerciale, fu Raoul Zaccari, senatore e sindaco di Bordighera, uno dei promotori della legge istitutiva della festa della mamma, approvata nel 1958; in collaborazione con Giacomo Pallanca, presidente dell'Ente Fiera del Fiore e della Pianta Ornamentale di Bordighera-Vallecrosia, prese nel 1956 l'iniziativa di celebrare la festa della mamma a Bordighera, al Teatro Zeni; successivamente la festa si svolse al Palazzo del Parco.
Quella del 1958 era un disegno di legge, che però non fu approvata.
Dal punto di vista religioso, la festa risale all'anno successivo, il 1957, e ne fu protagonista don Otello Migliosi parroco di Tordibetto di Assisi, in Umbria, il 12 maggio 1957. L'idea di don Otello Migliosi fu quella di celebrare la mamma non già nella sua veste sociale o biologica ma nel suo forte valore religioso, cristiano anzitutto, ma anche interconfessionale, come terreno di incontro e di dialogo delle varie culture tra loro: il suo tentativo è stato ricordato, in due contributi, anche dal quotidiano vaticano. Da allora, ogni anno, la parrocchia di Tordibetto celebra ufficialmente la festa con importanti manifestazioni a carattere religioso e culturale. Sempre a Tordibetto è localizzato — unico in Italia — un "Parco della Mamma", progettato dall'architetto assisano Enrico Marcucci intorno ai resti dell'antica chiesa di Santa Maria di Vico, con al centro una statua della maternità, opera dello scultore Enrico Manfrini.
Quando il 18 dicembre 1958 Raul Zaccari, insieme ai senatori Bellisario, Baldini, Restagno, Piasenti, Benedetti e Zannini, presentò al Senato della Repubblica un disegno di legge tendente a ottenere l'istituzione della festa della mamma, l'iniziativa suscitò un dibattito in Senato, che si prolungò anche nell'anno successivo: alcuni senatori ritenevano inopportuno che sentimenti così intimi fossero oggetto di norma di legge e temevano che la celebrazione della festa potesse risolversi in una fiera di vanità.
La festa comunque prese ugualmente campo in tutta Italia e fu celebrata inizialmente l'8 maggio, in concomitanza con la commemorazione cattolica della Madonna del Rosario di Pompei; a partire dall'anno 2001 la festività venne confermata nella seconda domenica di maggio.
In questa occasione, i bambini offrono regali alle loro madri, come disegni o altri lavoretti, che molto spesso hanno realizzato a scuola; comune è anche l'usanza di recitare poesie dedicate alla mamma, anch'esse studiate a scuola.

### Negli Stati Uniti
Negli Stati Uniti nel maggio 1870, Julia Ward Howe, attivista pacifista e abolizionista, propose di fatto l'istituzione del Mother's Day for Peace (Giornata della madre per la pace), come momento di riflessione contro la guerra, ma l'iniziativa non ebbe molto successo.
Anna Jarvis celebrò la festa moderna Mother's Day (Giornata della madre) per la prima volta nel 1908, sotto forma di un memoriale in onore di sua madre, un'attivista a favore della pace. La celebrazione di Jarvis si diffuse e divenne molto popolare, tanto che fu ufficializzata dal presidente Woodrow Wilson nel 1914, quando il Congresso deliberò di festeggiarla la seconda domenica di maggio, come espressione pubblica di amore e gratitudine per le madri. Con l'andare del tempo questa festività si è evoluta in una festa commerciale, il cui volume di affari è superato solo dalle festività natalizie.

### Altri paesi
La festa venne introdotta nel 1917 in Svizzera, nel 1918 in Finlandia, nel 1919 in Norvegia e in Svezia, nel 1923 in Germania e nel 1924 in Austria. Successivamente molti altri Paesi introdussero anch'essi la ricorrenza.

## Date della festa della mamma nel mondo
La data della festa della mamma non è comune a tutti gli Stati. Di seguito viene riportato un prospetto con le date di ogni nazione in cui è festeggiata.
| Data                                                         | Paesi |
| ------------------------------------------------------------ | --- |
| Seconda domenica di febbraio                                 | Norvegia |
| 3 marzo                                                      | Georgia |
| 8 marzo (Giornata internazionale della donna)                | Afghanistan, Albania, Armenia, Azerbaigian, Bosnia ed Erzegovina, Bulgaria, Burundi, Burkina Faso, Kazakistan, Laos, Macedonia del Nord, Moldavia, Montenegro, Romania, Serbia, Tagikistan, Uzbekistan, Vietnam |
| Quarta domenica di quaresima (fra il 1º marzo e il 4 aprile) | Guernsey, Irlanda, Isola di Man, Jersey, Nigeria, Regno Unito |
| 21 marzo (primo giorno di primavera)                         | Bahrein, Comore, Egitto, Emirati Arabi Uniti, Gibuti, Giordania, Iraq, Kuwait, Libano, Libia, Mauritania, Oman, Palau Palestina, Qatar, Siria, Somalia, Sudan, Yemen |
| 25 marzo                                                     | Slovenia |
| 7 aprile                                                     | Armenia |
| Mese di Baishak (aprile/maggio)                              | Nepal |
| Prima domenica di maggio                                     | Angola, Capo Verde, Lituania, Portogallo, Mozambico, Spagna, Ungheria |
| 8 maggio                                                     | Corea del Sud |
| 10 maggio                                                    | El Salvador, Guatemala, Messico |
| 14 maggio                                                    | Benin |
| 15 maggio                                                    | Paraguay |
| Seconda domenica di maggio                                   | Anguilla, Antigua e Barbuda, Aruba, Australia, Austria, Bahamas, Bangladesh, Barbados, Belgio, Belize, Bermuda, Bhutan, Birmania, Botswana, Brunei, Brasile, Cambogia, Canada, Ciad, Cile, Cina, Cipro, Colombia, Costa d'Avorio, Croazia, Cuba, Curaçao, Danimarca, Dominica, Ecuador, Estonia, Etiopia, Fær Øer, Figi, Filippine, Finlandia, Gabon, Gambia, Germania, Giamaica, Giappone, Ghana, Grecia, Grenada, Groenlandia, Guinea Equatoriale, Guyana, Hong Kong, Islanda, India, Isole Cayman, Italia, Kenya, Lettonia, Liberia, Liechtenstein, Macao, Malaysia, Malta, Namibia, Nuova Zelanda, Paesi Bassi, Pakistan, Papua Nuova Guinea, Perù, Porto Rico, Rep. Ceca, Rep. Centrafricana, Rep. del Congo, RD del Congo, Saint Kitts e Nevis, Saint Lucia, Saint Vincent e Grenadine, Samoa, San Marino, Singapore, Sint Maarten, Slovacchia, Sri Lanka, Stati Uniti, Sudafrica, Suriname, Svizzera, Taiwan, Tanzania, Tonga, Trinidad e Tobago, Turchia, Uganda, Ucraina, Uruguay, Venezuela, Zambia, Zimbabwe |
| 19 maggio                                                    | Kirghizistan |
| 22 maggio                                                    | Israele |
| 26 maggio                                                    | Polonia |
| 27 maggio                                                    | Bolivia |
| 30 maggio                                                    | Nicaragua |
| Ultima domenica di maggio                                    | Algeria, Camerun, Francia, Haiti, Madagascar, Mali, Marocco (prima di giugno, se coincide con la Pentecoste), Mauritius, Niger, Senegal, Svezia, Rep. Dominicana, Tunisia |
| 1º giugno                                                    | Mongolia |
| Seconda domenica di giugno                                   | Lussemburgo |
| 26 giugno                                                    | Kenya |
| Primo lunedì di luglio                                       | Sudan del Sud |
| 12 agosto                                                    | Thailandia (nascita della regina madre Sirikit) |
| 15 agosto                                                    | Costa Rica, Anversa (Belgio) |
| 14 ottobre                                                   | Bielorussia |
| 15 ottobre                                                   | Malawi |
| Terza domenica di ottobre                                    | Argentina |
| 3 novembre                                                   | Timor Est |
| 16 novembre                                                  | Corea del Nord |
| Ultima domenica di novembre                                  | Russia |
| 8 dicembre                                                   | Panama |
| 22 dicembre                                                  | Indonesia |